# ليف غلاسر
ليف غلاسر (بالنرويجية البوكمول: Liv Glaser)‏ هي عازفة بيانو وبروفيسورة نرويجية، ولدت في 23 سبتمبر 1935 في أوسلو في النرويج.